# Монкосін
Монкосін (пол. Mąkosin) — село в Польщі, у гміні Хинув Груєцького повіту Мазовецького воєводства.
Населення — 89 осіб (2011).
У 1975-1998 роках село належало до Радомського воєводства.

## Демографія
Демографічна структура станом на 31 березня 2011 року:
|          | Загалом | Допрацездатний вік | Працездатний вік | Постпрацездатний вік |
| -------- | ------- | ------------------ | ---------------- | -------------------- |
| Чоловіки | 43      | 12                 | 30               | 1                    |
| Жінки    | 46      | 8                  | 28               | 10                   |
| Разом    | 89      | 20                 | 58               | 11                   |